# Eliáš Dohnal
Eliáš Antonín Dohnal OSBMr, właściwie Antonín Dohnal (ur. 1946) – były czeski duchowny greckokatolicki, bazylianin, tradycjonalista katolicki, patriarcha Bizantyjskiego Katolickiego Patriarchatu na Ukrainie.
Główny lider ruchu tradycjonalistów greckokatolickich zwanego ojcami podhoreckimi, którego centrum znajduje się w klasztorze bazyliańskim Zwiastowania Najświętszej Maryi Panny w Podhorcach na Ukrainie.

## Życiorys
Absolwent seminarium duchownego w Litomierzycach. W latach 1972–1991 duchowny rzymskokatolickiej archidiecezji ołomunieckiej. Za swoją aktywną działalność duszpasterską prześladowany przez StB. W 1991 r. przyjechał do Polski i wstąpił do nowicjatu Zakonu Bazylianów św. Jozafata w Warszawie.
Od 1992 r. organizował greckokatolickie życie klasztorne na Słowacji. Był założycielem klasztoru w Trebišovie. Jednocześnie pracował jako wykładowca na Wydziale Teologicznym w Preszowie. W 1997 r. otrzymał zezwolenie na utworzenie bazyliańskiej wspólnoty kontemplacyjnej Comunita monasticae vitae. Zgoda na działalność tej grupy została jednak cofnięta w następnym roku. W 1999 roku obronił doktorat z teologii na Uniwersytecie Karola w Pradze.
Na początku XXI wieku stał się głosicielem poglądów o potrzebie zachowania w Kościele greckokatolickim dotychczasowych zwyczajów i o możliwie szybkie zjednoczenie Kościołów unickich w Czechach i na Słowacji z Ukraińskim Kościołem Greckokatolickim, aby uniknęły one działania prądów reformatorskich podobnych do tych, jakie miały miejsce w Kościele rzymskokatolickim. Za swoje działania oraz poglądy został obłożony karami kościelnymi.
W 2003 r. stał się jednym z głównych krytyków wyboru na greckokatolickiego egzarchę Czech, Ladislava Hučki. Oskarżył biskupa o współpracę z aparatem bezpieczeństwa Czechosłowackiej Republiki Socjalistycznej oraz o jego możliwe próby reformowania Kościoła greckokatolickiego w Czechach pod dyktando liderów wspólnoty Focolari.
Po wydarzeniach w Czechach nie mogąc się pogodzić z nowym egzarchą wraz z grupą mnichów bazyliańskich wyjechał na Słowację. Następnie na Ukrainę, gdzie osiadł w bazyliańskim klasztorze w Podhorcach. Stanął tam na czele ruchu ojców podhoreckich, który sprzeciwia się wszelkim reformom w Kościołach greckokatolickich.
Wraz z pozostałymi eparchami z ruchu ojców podhoreckich założył Prawowierny Kościół Greckokatolicki i obłożył wraz z nimi imiennie klątwami kościelnymi wszystkich biskupów katolickich na świecie. 5 kwietnia 2011 roku został wybrany przez synod biskupów Prawowiernego Kościoła Greckokatolickiego na urząd patriarchy Bizantyjskiego Katolickiego Patriarchatu na Ukrainie.